# Godzilla: Battle Legends
Godzilla: Battle Legends (chiamato semplicemente Godzilla in America del Nord) è un videogioco di genere picchiaduro a incontri basato sulla serie di film di Godzilla, realizzato per PC Engine con lettore di CD-ROM nel 1993, sviluppato dalla Alfa System e pubblicato negli Stati Uniti dalla Hudson Soft.
Particolare celebre di questo videogioco è il fatto che quando Godzilla combatte contro un determinato avversario, il suo aspetto cambia a seconda del periodo in cui nei film aveva affrontato quel nemico. Per esempio Godzilla ha l'aspetto che aveva nel 1955 quando combatte contro Anguirus, mentre appare come era stato realizzato nel 1965 quando combatte contro Rodan. Il sequel del videogioco Godzilla: Monster War per SNES contiene meno mostri rispetto a Godzilla: Battle Legends, ma include il personaggio di Mothra.
Nella modalità "single player" il giocatore può utilizzare soltanto Godzilla.

## Mostri presenti
- Godzilla
- Rodan
- Anguirus
- King Ghidorah
- Mechagodzilla
- Biollante
- Megalon
- Gigan
- Battra
- Super X II
- Hedorah